# أغ يازي (كراني)
أغ یازي (بالفارسية: آغ یازی) هي قرية تقع في إيران في قسم کراني الريفي. يقدر عدد سكانها بـ 41 نسمة بحسب إحصاء 2016.